# Franz Fendt
Franz Fendt (* 24. Oktober 1892 in München; † 1. Januar 1982 ebenda) war ein deutscher Lehrer und Politiker. Nach dem Ende des Zweiten Weltkriegs diente er im ersten Kabinett von Wilhelm Hoegner als Bayerischer Staatsminister für Unterricht und Kultus. Danach war er von 1950 bis 1954 Rektor der Hochschule für politische Wissenschaften in München.

## Ausbildung und Beruf
Fendt war zunächst von 1914 bis 1929 in seiner Geburtsstadt München als Volksschullehrer tätig und wechselte im Anschluss an eine Berufsschule. Von 1938 bis 1945 arbeitete er als Direktor einer Münchener Schule. Parallel dazu nahm er 1927 an der Universität München ein Studium der Staatswissenschaften auf. 1936 promovierte er mit der sozialökonomischen Studie Der ungelernte Industriearbeiter bei Adolf Weber zum Dr. oec. publ.

## Politik
Schon in der Weimarer Republik begann Fendt, sich politisch zu engagieren. 1927 schloss er sich der SPD an, der er bis zu ihrem Verbot im Juli 1933 angehörte. Zudem war er Mitglied des Reichsbanners Schwarz-Rot-Gold. Nach Kriegsende trat er wieder in die SPD ein. Im Juli 1945 wurde er von der US-amerikanischen Kontrollregierung als Regierungsdirektor eingesetzt und mit dem Neuaufbau des Schulwesens in Oberbayern betraut. Drei Monate später, am 22. Oktober 1945 holte ihn der bayerische Ministerpräsident Wilhelm Hoegner als Kultusminister in sein Kabinett. Dem gehörte er bis zu den ersten freien Landtagswahlen im Dezember 1946 an. 1946 war er auch Mitglied der Verfassunggebenden Landesversammlung Bayerns.

## Nachpolitische Tätigkeiten
Danach wandte Fendt sich akademischer Tätigkeit zu. Er wurde zunächst als Honorarprofessor für Sozialpolitik und Genossenschaftswesen an die Universität Erlangen berufen. Von Juli 1950 bis 1954 stand er als Rektor der Hochschule für politische Wissenschaften in München vor.

## Veröffentlichungen (Auswahl)
zusammen mit Fritz Baade: Die deutsche Landwirtschaft im Ringen um den Agrarmarkt Europas. (= Schriftenreihe Europäische Wirtschaft, Bd. 43). Nomos Verlagsgesellschaft, Baden-Baden 1971, ISBN 3-7890-0020-5.